# عيادة يديرها ممرض
إن مصطلح عيادة يديرها ممرض يمكن اعتباره مصطلحًا شاملاً لوصف العيادة الخارجية التي يديرها ممرض معتمد رسميًا غالبًا ما يكون ممرضًا ممارسًا. وقد لَعِبت تلك العيادات دورًا جليًا على مدار السنين، وتشهد الأمثلة الموجودة في أقسام العيادات الخارجية بالمستشفيات، وعيادات الصحة العامة وبيئات الممارسة المستقلة على ذلك.

## التعريف
يقوم التعريف الشامل للعيادة التي يديرها الممرض بوصف تلك العيادات التي تستند إلى النشاط الذي يقوم به فريق التمريض في الموقع. يتولى الممرض في هذه العيادة دوره مع حالات المرضى، حيث يقدم لهم برنامجًا تعليميًا لتعزيز الصحة، كما يقدم الدعم النفسي لهم، ويلاحظ حالة المريض، ويُجري التدخلات التمريضية. وقد يتوسع دور الممرض المعتمد رسميًا للممارسة المتقدمة، والذي يكون غالبًا ممرضًا ممارسًا، ليشمل أعمالاً أخرى يقوم بها داخل تلك العيادات، وذلك استنادًا إلى نطاق الممارسة الذي تُحدده حكومة الولاية أو الإقليم أو المقاطعة التي يخضع الممرض للوائحها.

## نظرة عامة
يُعد النمو الذي شهدته العيادات التي يديرها الممرض في الآونة الأخيرة أحد المجالات الناشئة في مهنة التمريض. وكانت مجلات التمريض أول من ناقشت الأمر في الثمانينيات من القرن الماضي، وتطور الأمر في التسعينيات من نفس القرن ليشمل مجال ممارسة له تحدياته المالية والقانونية والمهنية التي يواجهها العاملون فيه على مدار السنين. وقد لوحظ حدوث نمو في الفترة الأخيرة لهذا النوع من العيادات داخل كل من المستشفيات والمجتمعات. ومع ذلك، لم يحدث هذا النمو بقدر متساوٍ في جميع الأنحاء؛ لأنه رهن أجهزة تشريعية مختلفة. فعلى سبيل المثال، لا تعرف كندا العيادة التي يديرها الممرض إلا في أونتاريو. وعلى خلاف العديد من العيادات التي توجد في الولايات المتحدة، وجهت جمعية أونتاريو الطبية بعض الانتقادات لهذه العيادات في أونتاريو، فضلاً عن بعض أطباء العائلات الذين يرون أن هذه العيادات قد ثبت عدم جدواها في مجال الرعاية الأولية.
ويختلف الوضع في المملكةِ المتحدة، حيث تطورت ممارسة التمريض المتقدمة في إطار السياسة الصحية منذ الثمانينيات من القرن الماضي استجابةً للاحتياجات الصحيّة المتزايدة والتكاليف المرتفعة (11) وساهم «اتفاق جديد للأطباء المبتدئين» كقوةٍ دافعة في هذا الخصوص، وقد كان هذا الاتفاق استجابة من الحكومة للأمر الذي أصدره المجتمع الأوروبي بشأن تخفيض عدد ساعات عمل الأطباء المبتدئين.(12، 13)
وعادةً ما تُركز العيادة التي يديرها الممرض على حالات علاج الأمراض المزمنة: التي تتطلب متابعة منتظمة وخبرة، ولكنها لا تتطلب أيضًا رؤية الطبيب في كل زيارة يقوم بها المريض. وتستخدم معظم تلك العيادات نظرية التمريض والمعرفة لتعليم المرضى وعمل خطط رعاية لاحتواء الحالات المرضية التي يعانون منها.

## استعراض الأدلة
لا تتمتع العيادة التي يديرها الممرض بتاريخٍ طويل في الدراسات العلمية. ولا يقتصر الأمر على وجود تفاوت كبير للغاية بين هذا النوع من العيادات، بل يوجد أيضًا تفاوت في الخلفيات التعليمية للممرضين ممن يحلمون بأن يلعبوا هذا الدور.
وأظهرت تجربة عشوائية محكمة وغير متحيّزة جزئيًا أن المرضى البالغين الذين يعانون من سكري النمط الثاني كانوا أفضل تحكمًا في ارتفاع ضغط الدم وفرط شحميات الدم في العيادة التي يديرها الممرض مقارنة بمتابعات الرعاية التقليدية. وأظهرت دراسة أخرى ذات صلة أن تلك العيادات كانت أكثر فاعلية من الرعاية التقليدية في التحكم في ارتفاع ضغط الدم عند المرضى البالغين المصابين بـ سكري النمط الثاني وفرط ضغط الدم الذي يصعب التحكم فيه. وبشكلٍ عام، لوحظ أن غالبية المرضى حققوا نتائج أفضل باتباعهم مشورات تلك العيادات، وتمت ملاحظة نسب تحسن أعلى في رعاية الجروح فيها.
كما ارتبطت أنشطة الكثير من تلك العيادات بتعزيز رضا المريض بالرعاية المقدمة إليه. وقد اتضح من خلال مقارنة أجريت بين عيادة يديرها ممرض متخصصة في تقديم الرعاية لحالات الإمساك المستعصية لدى الأطفال وعيادة عادية متخصصة في علاج أمراض الجهاز الهضمي لدى الأطفال، لوحظ أن الآباء المترددين على النوع الأول كانوا أكثر رضا بالنتائج من هؤلاء الذين ترددوا على النوع الثاني.
واستعانت بعض العيادات التي يديرها ممرضون بأدوات لدعم القرار وأنظمة كومبيوترية وخوارزميات قائمة على الأدلة من أجل الحصول على دعم للخدمات التي تقدمها، وذلك في النواحي التي يحتاج فيها الممرض الممارس لدعمٍ إضافي في سبيل تعزيز سلامة المريض. كما لوحظ أن العيادة التي يديرها الممرض، والتي تستفيد من أدوات دعم القرار المحوسبة من أجل تحديد جرعات أدوية منع التخثر عن طريق الفم، أثبتت أنها على نفس مستوى فعالية عيادات المستشفيات في التحكم في المعدل الدولي الطبيعي (INR) وثباته.